# Nonnula ruficapilla
Nonnula ruficapilla là một loài chim trong họ Bucconidae.